# Fundacjonalizm

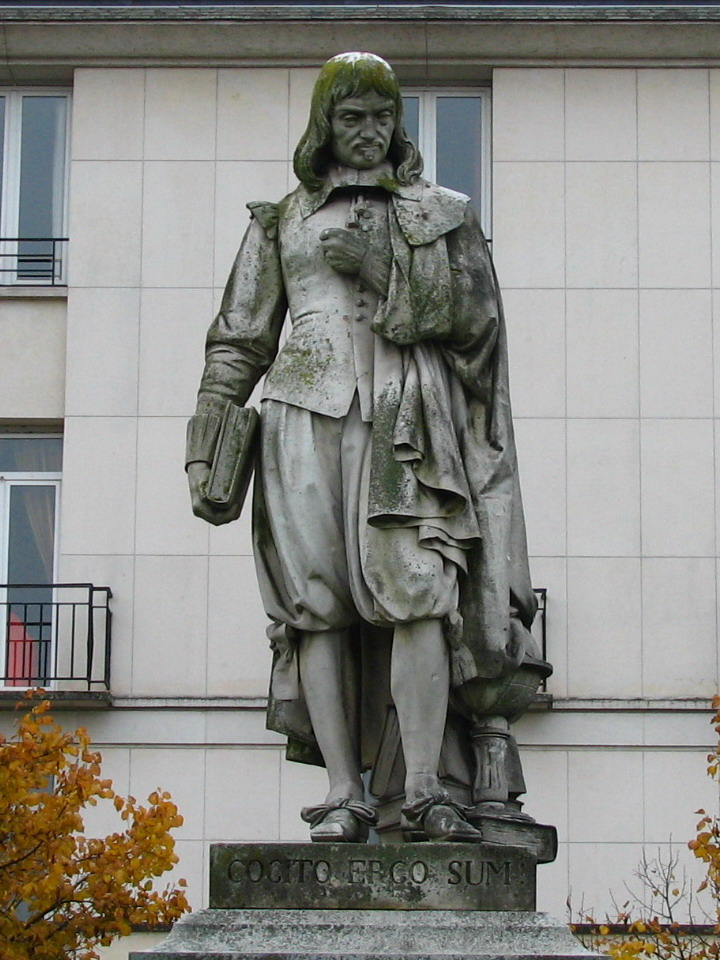
Posąg Kartezjusza z cytatem "Cogito ergo sum" (Tours, Francja).

Fundamentalizm epistemologiczny, z ang. nazywany też (według części autorów nieprawidłowo) fundacjonalizmem lub fundacjonizmem – stanowisko epistemologiczne dotyczące sposobów uzasadniania sądów, zdań czy przekonań składających się na wiedzę. Fundamentalizm głosi, że istnieją sądy bazowe, które stanowią fundament poznania i nie wymagają uzasadnienia za pomocą innych sądów. Przeciwstawnym stanowiskiem jest koherencjonizm, zgodnie z którym nie istnieje klasa uprzywilejowanych sądów, będących podstawą całej wiedzy. 
Za fundamentalistów epistemologicznych uznaje się m.in. Arystotelesa, Kartezjusza, Bertranda Russella, Clarence Irvinga Lewisa, czy Rodericka Chisholma. Ich stanowiska różnią się jednak znacznie między sobą. 

## Fundamentalizm Kartezjusza
Jednym z najbardziej znanych stanowisk fundamentalistycznych jest filozofia Kartezjusza. Starając się odeprzeć sceptycyzm, który podważał możliwość uzyskania wiedzy pewnej, poszukiwał on fundamentalnych i niepowątpiewalnych podstaw wiedzy. Rozważając tę Kartezjusz doszedł do wniosku, że można wątpić we wszystko, co myślę, ale nie sposób wątpić w to, że myślę. W Rozprawie o metodzie (1637) ujmuje to w znanych słowach Cogito ergo sum ("Myślę, więc jestem"). Że myślę, jest ideą jasną i wyraźną, a tym samym nie wymaga dalszego uzasadnienia. Z niej Kartezjusz wyciąga wniosek, że istnieje jako rzecz myśląca oraz szereg kolejnych wniosków. 
Fundamentalizm Kartezjusza upadł pod wpływem przeprowadzonej przez Davida Hume'a krytyki idei jaźni (Traktat o naturze ludzkiej 1739). Według Hume'a wszystkie nasze idee pochodzą z doświadczenia, ale żadna z nich nie jest ideą mojego "ja". Zatem stąd, że myślę, nie wynika logicznie, że istnieje jakieś "ja", które myśli. To, co Kartezjusz uznał za niewątpliwe, jest również wątpliwe.   

## Fundamentalizm empirystyczny
Kartezjusz był racjonalistą: sąd bazowy cogito ergo sum jest ideą rozumu. Natomiast z punktu widzenia empiryzmu podstawowym źródłem poznania jest doświadczenie. Stąd fundamentem poznania muszą być zdania bazowe lub zdania protokolarne, czyli raporty z doświadczenia. Te zdania, uzasadnione przez obserwację, służą weryfikacji, potwierdzaniu lub obalaniu hipotez naukowych. Takie stanowisko, zwane neopozytywizmem, pozytywizmem logicznym lub empiryzmem logicznym, zajmowało Koło Wiedeńskie. 
Neopozytywizm upadł na przełomie lat pięćdziesiątych i sześćdziesiątych pod wpływem wewnętrznych trudności oraz odkrycia uteoretyzowania obserwacji, czyli nieuchronnej zależności treści obserwacji od przyjętych teorii, oczekiwań a nawet przesądów. 